# He Xuntian
He Xuntian (født 1952 i Sichuan, Kina) er en kinesisk komponist, professor, dirigent og forfatter.
Xuntian var i starten selvlært i musikteori, men studerede senere komposition på Musikkonservatoriet i Sichuan med endt eksamen (1982). Han har skrevet 2 symfonier, orkesterværker, kammermusik, filmmusik, klaverstykker, multimediamusik, og musik for ukonventionelle musikinstrumenter, tonedigte for mange instrumenter etc. Xuntian har ligeledes forfattet flere teoretiske musik bøger, og har skabt en ny kinesisk moderne stil, indenfor den klassiske musik. Han blev leder og professor for kompositions og direktions afdelingen på Shanghai Musikkonservatorium (1998). Med kompositionen "Ehe Chant" (sangen) fra (2008), skabte han det første stykke bevidsthedsmusik som er skrevet i den menneskelige historie. Xuntian har modtager 15 internationale priser, samt 13 nationale priser for sine værker.

## Udvalgte værker
- Symfoni nr. 1 "Tonale mønstre" (1985) - for orkester
- Symfoni nr. 2 "Telepati" (1987) - for orkester
- "Lyde fra naturen" (1986) - for ukonventionelle instrumenter
- "Ehe Chant" (sangen) (2008) - bevidsthedsmusik
- "Tegnet" (2003) - Internet spil - multimedia musik
- Capricio "Dabo Floden" (1982) - for kinesisk orkester
- Klaverkoncert "Rupa Dans" (2009) - fro klaver og orkester
- "Pipa mønstre" (2001) - for pipa, strygere og træblæsere